# Sternoharpya stictica
Sternoharpya stictica là một loài bọ cánh cứng trong họ Cerambycidae.